# 2. Komando Tugayı

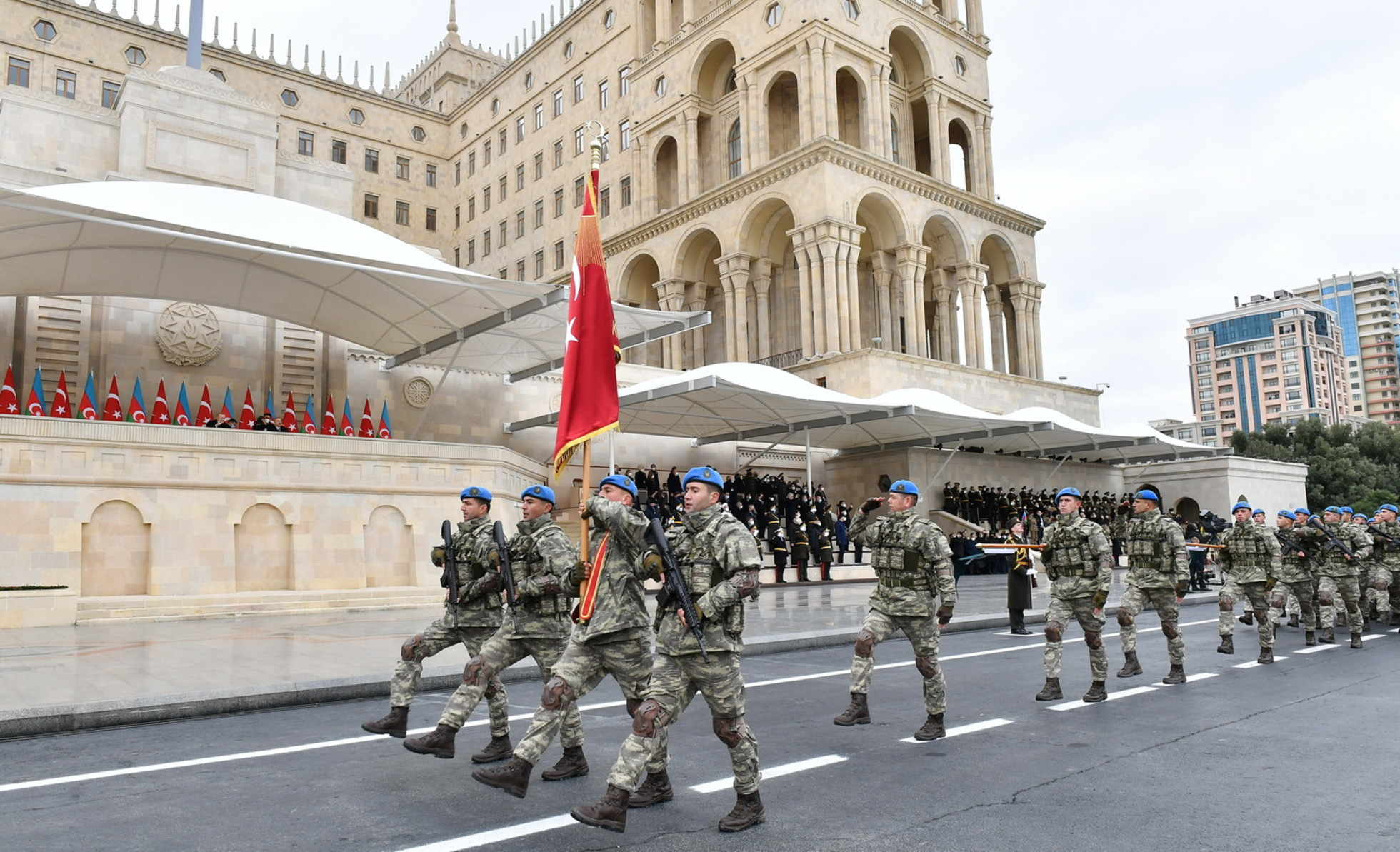
Das 2. Komando Tugayı an der Zəfər paradı

Das 2. Kommando Tugayı ist eine Brigade des Türkischen Heeres. Die Einheit hat in Zypern, im Irak und in Syrien gekämpft. Die Einheit nahm auch an der Zəfər paradı, der Parade zum Ehren des Krieges in Bergkarabach im Jahr 2020, teil.
Aktueller Kommandeur seit 2020 ist der Brigadegeneral Dündar Şahin Güngör. Sein Vorgänger war Oğuz Tozak.